# Ділан Картер (плавець)
Ділан Картер (30 січня 1996) — тринідадський плавець.
Учасник Олімпійських Ігор 2016, 2020 років.
Призер Чемпіонату світу з плавання на короткій воді 2018, 2021 років.
Призер Ігор Співдружності 2018 року.
Призер Панамериканських ігор 2019 року.
Переможець Ігор Центральної Америки і Карибського басейну 2018 року.